# Општина Видра (Илфов)
Видра (рум. Vidra) општина је у Румунији у округу Илфов.
Oпштина се налази на надморској висини од 57 m.